# Ferrovia Benevento-Cancello
La ferrovia Benevento-Cancello (ufficialmente Ferrovia Napoli-Benevento), detta anche Ferrovia della Valle Caudina, è una linea ferroviaria di interesse regionale della Campania.
La linea, di proprietà della Regione, è affidata all'Ente Autonomo Volturno (EAV) che vi opera in qualità sia di gestore dell'infrastruttura sia di impresa ferroviaria. Il traffico ferroviario è sospeso per lavori di ammodernamento. La riattivazione della linea avverrà non prima del 2026.

## Storia
Di una linea ferrata che permettesse il collegamento di Benevento con Napoli, attraverso la Valle Caudina si iniziò a parlare già qualche decennio dopo la costruzione della ferrovia costiera tra Napoli e Castellammare quando una società inglese ne propose l'esecuzione; tuttavia l'impedimento rappresentato dal fatto che Benevento era parte dello Stato Pontificio non fece decollare il progetto. In seguito Benevento venne raggiunta via Caserta con un percorso realizzato dalla Società Italiana per le strade ferrate meridionali, che era notevolmente più lungo di oltre 30 km, ma non si assopirono le proposte e i progetti finché nel 1905 la società francese Regie Générale de Chemins de fer et Travaux publics non firmò una convenzione con il governo italiano il cui progetto venne approvato il 20 novembre 1906. Tuttavia neanche questa volta i lavori iniziarono e il progetto venne rilevato nel 1907 dalla Società Anonima Strade Ferrate Sovvenzionate (SFS), partecipata dalla società L'Ausiliare di Milano.

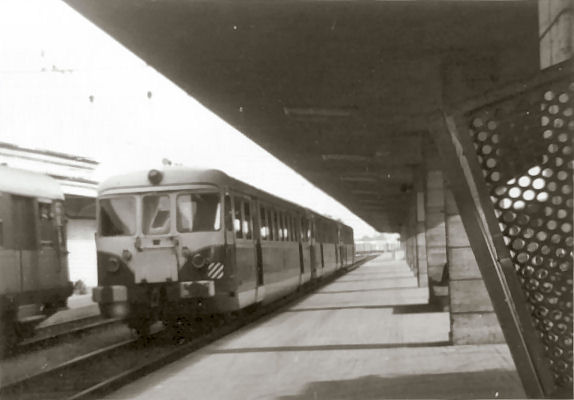
Elettromotrici e rimorchi TIBB/Stanga della Ferrovia della Valle Caudina in partenza da Napoli Centrale il 30 aprile 1971

Queste ultime controllavano un gruppo di concessionarie ferroviarie, che gestivano anche le ferrovie Massa Marittima-Follonica (FMF), Poggibonsi-Colle Val d'Elsa (FPC) e L'Aquila-Capitignano.
Nel 1910 venne aperto al traffico il tratto più a ovest tra la nuova stazione di Cancello e San Martino Valle Caudina; nello stesso anno veniva firmata la convenzione per il servizio cumulativo con le Ferrovie dello Stato con trasbordo dei viaggiatori, che dovevano raggiungere Napoli, nella stazione di Cancello. Nel mese di luglio del 1911 veniva attivato anche il tratto fino a San Vito-Cretazzo, capolinea temporaneo da cui si poteva proseguire con diligenza fino a Benevento.

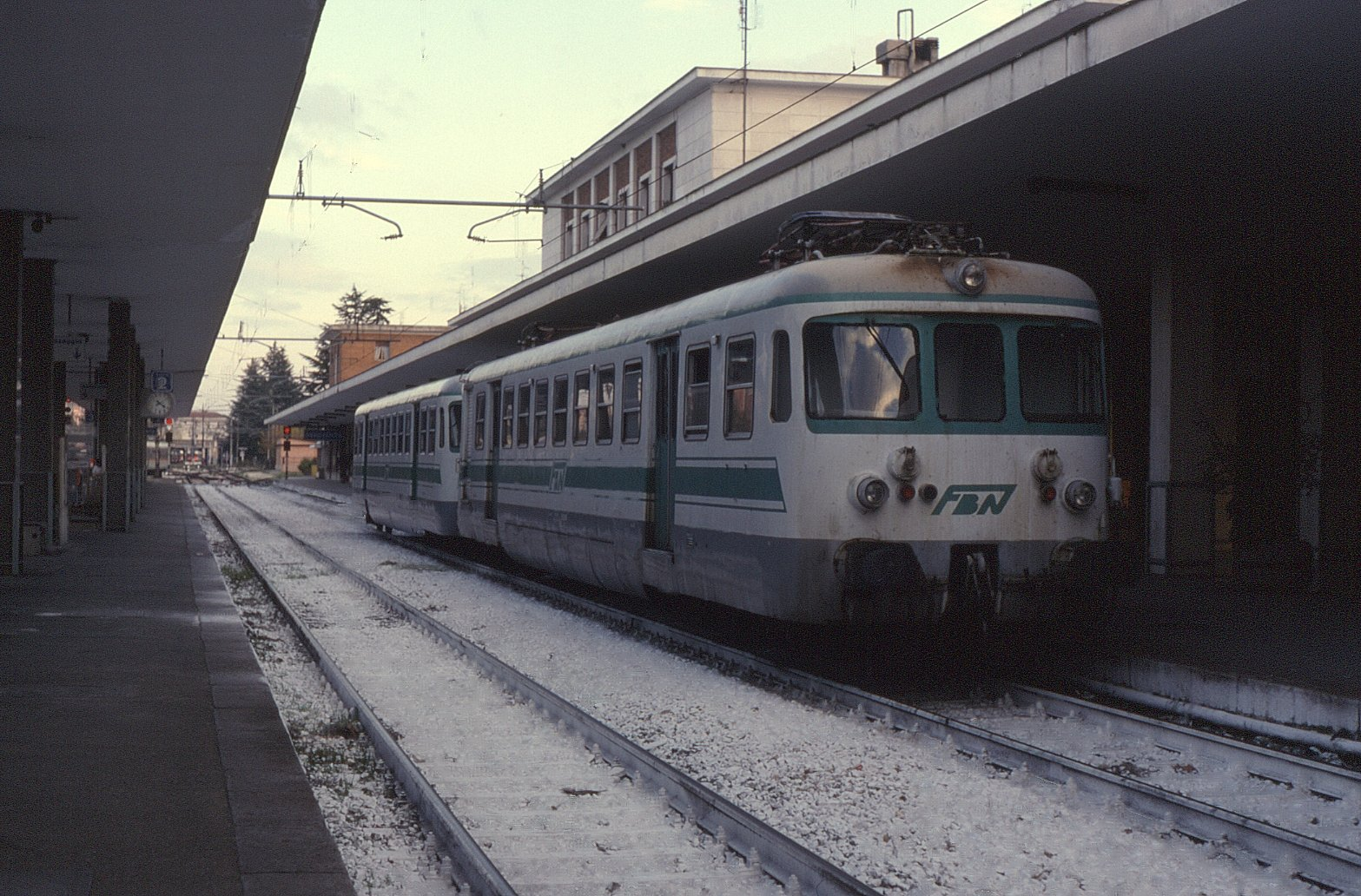
Complesso di elettromotrice E.502 e rimorchiata della Ferrovia Benevento-Napoli (FBN) in sosta a Benevento

L'ultimo tratto fino alla stazione di Benevento delle FS venne inaugurato il 10 luglio del 1913. Il maggior tempo di esecuzione dell'ultimo tratto era dovuto alla necessità di costruire i due importanti ponti sul Calore e sul Sabato e una galleria. L'esercizio avveniva con locomotiva a vapore e vetture a terrazzini tra i due terminali di Benevento e Cancello. Solo nel 1927 un accordo con le FS permise finalmente l'uso comune del tratto Cancello-Napoli in modo da mettere fine allo scomodo trasbordo.
Negli anni trenta del Novecento la ferrovia acquisì delle automotrici tedesche di costruzione Stanga/MAN con le quali effettuava il servizio più celermente. Venne inoltre attivato il deposito locomotive di Benevento Appia.
La ferrovia subì gravi danni durante la seconda guerra mondiale; i guastatori tedeschi in ritirata, nel 1943, infatti ne resero inutilizzabili le infrastrutture ma venne ricostruita a partire dal 1947. 

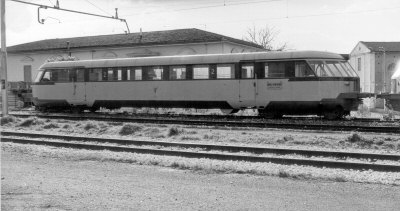
Automotrice Breda ALn 56.401 alla stazione di Benevento Appia nel novembre 1972

Tra la fine degli anni quaranta e l'inizio degli anni cinquanta vennero acquisite dalle FS sette automotrici ALb 56 Breda danneggiate durante la seconda guerra mondiale, che nella fase di ricostruzione furono dotate di motore Diesel e riclassificate ALn 56.401-407.
Nel 1955 iniziarono i lavori di elettrificazione a 3000 volt e corrente continua che si conclusero nel 1959 ed in seguito si procedette alla installazione di apparecchiature di blocco telefonico di tipo semplificato. Da quest'ultimo anno la linea iniziò anche ad essere attraversata dai convogli della "Freccia del Molise" sulla relazione Napoli - Campobasso (fino al 2005).
Nel 1971 la ferrovia venne assunta in Gestione commissariale governativa e venne acquisito materiale rotabile usato, a trazione elettrica, proveniente da altre amministrazioni ferroviarie nazionali fra le quali la SEPSA di Napoli che cedeva materiale ex ACIT della ferrovia Pisa-Tirrenia-Livorno (le composizioni EP201+RP021, EP202+RP022, EP203+RP023 e 2 rimorchiate RP024 e RP025).
Il terremoto dell'Irpinia del 1980 danneggiò il fabbricato viaggiatori della stazione di Benevento Appia, ricostruito nel 1987, ed altri edifici lungo la linea. Nel 1984 la composizione EP202+RP022 fu dotata di un nuovo equipaggiamento elettronico di trazione. Nel 1994 venne inaugurata una breve variante di tracciato (700 metri) tra la fermata soppressa di Apollosa-San Leucio e Pontecorvo, evitando con un viadotto un tratto diventato instabile.
Nel 2003 fu attivata la fermata di Benevento Pontecorvo-Castelpoto, poi soppressa nel 2018. In seguito al nuovo assetto delle ferrovie in adeguamento alle direttive comunitarie europee, la ferrovia entrò a far parte del gruppo di linee gestite da MetroCampania NordEst nel 2005. Il sistema di circolazione rimase affidato al blocco telefonico. 
Dal 2011 il servizio ferroviario nei giorni festivi fu soppresso e sostituito da autobus.
Il 27 dicembre 2012, MetroCampania NordEst insieme a SEPSA e Circumvesuviana venne inglobata all'interno dell'Ente Autonomo Volturno, che assunse quindi la gestione della linea.
Il 9 febbraio 2018, a seguito di un evento franoso che coinvolse la sede ferroviaria, la circolazione dei treni nella tratta San Martino Valle Caudina - Benevento venne sospesa e sostituita da autobus. I treni ripresero il regolare esercizio il 19 novembre dello stesso anno. Il 16 marzo 2020 il servizio ferroviario venne nuovamente sospeso e sostituito da autobus a causa di due episodi di svio sui binari avvenuti nell'arco di pochi giorni durante la regolare circolazione ferroviaria. La linea riaprì all'esercizio il 23 novembre dello stesso anno.
Dall'8 marzo 2021, il servizio è sospeso e sostituito da autobus, per permettere i lavori di ammodernamento e manutenzione straordinaria della linea.

## Caratteristiche
La linea è tutta a binario semplice da Benevento a Cancello ed è elettrificata a 3000 volt, a corrente continua, con proprie sottostazioni di alimentazione dal 1959; precedentemente era in funzione la trazione Diesel per i treni viaggiatori e quella a vapore per i treni merci. Tutte le stazioni sono munite di scambi e binario d'incrocio e precedenza.
Non è presente alcun sistema di protezione e di supporto alla condotta e alla marcia del treno (SSC-SCMT); la circolazione dei treni avviene tramite blocco telefonico mediante dirigenza unica, con sede nella stazione di Benevento Appia.
La ferrovia, il cui capolinea è la stazione di Benevento Appia, nella quale si trovano anche gli uffici sociali e il deposito locomotive, è raccordata alla stazione di Benevento di RFI, nella quale avviene l'interscambio dei viaggiatori tra le varie linee; ciò nel passato consentiva l'inoltro del treno espresso delle FS proveniente da Campobasso, denominato Freccia del Molise, con consistente guadagno in termini di tempo rispetto al normale tracciato FS via Codola. Per un certo periodo le FS utilizzarono la ferrovia della Valle Caudina anche per l'inoltro del Treno Rapido Napoli-Bari denominato Il Tavoliere anziché fargli compiere il percorso più lungo via Caserta; il treno che era composto di elettromotrici ALe 601 nonostante il consistente vantaggio in termini di percorrenza ben presto riprese il vecchio e più lungo percorso: la scarsa capacità delle sottostazioni elettriche infatti creava problemi alla circolazione a causa dell'elevato assorbimento di corrente delle ALe 601, richiedendo inoltre l'uso di personale FS in possesso di abilitazione specifica alle diverse normative di esercizio e circolazione della linea.

## Materiale rotabile
All'entrata in funzione della ferrovia la trazione delle 22 carrozze a 2 assi e dei 43 carri merci era affidata a 6 Locotender di costruzione Henschel cui si aggiunse una settima unità nel 1922.

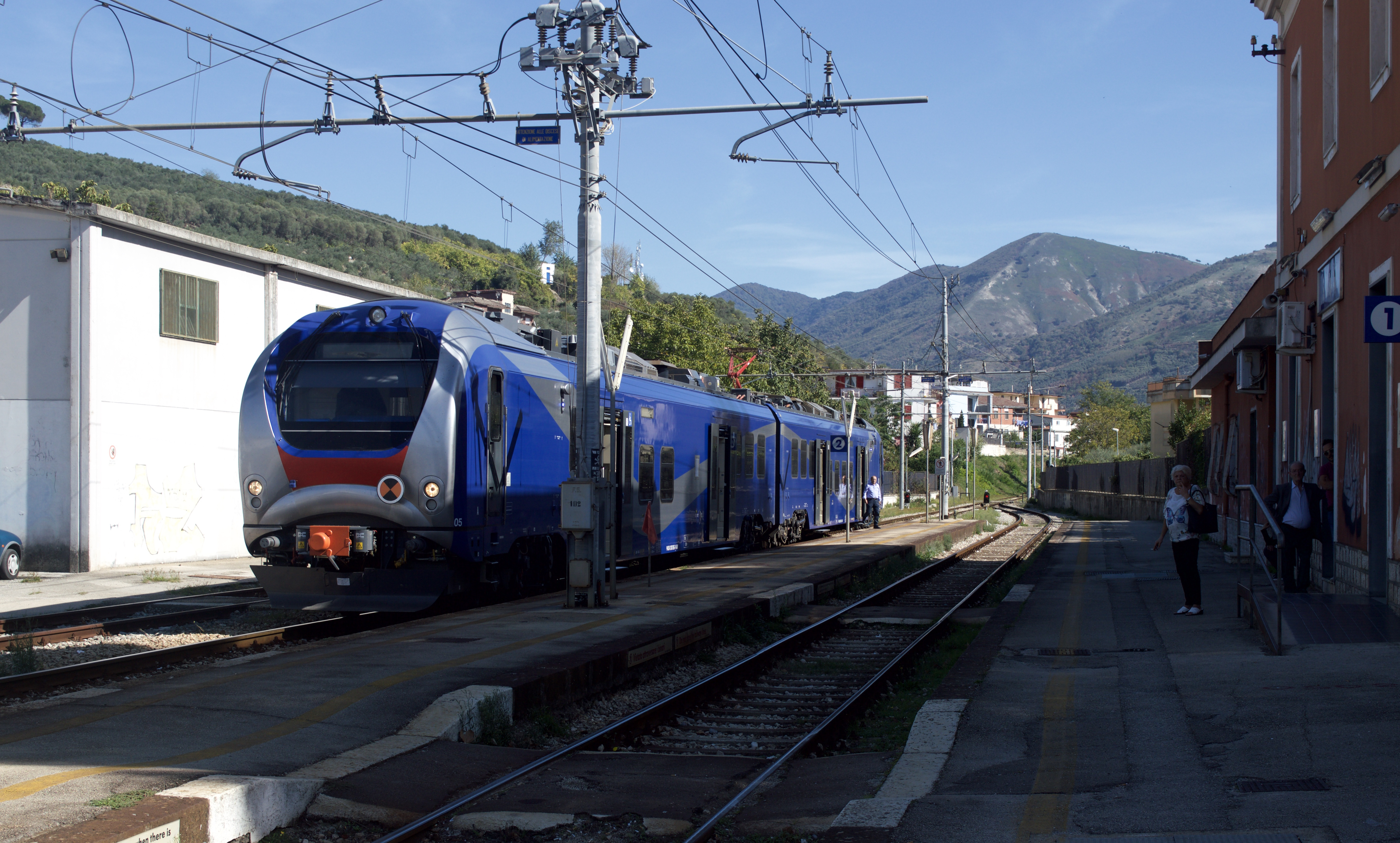
Alfa 2 in sosta a Santa Maria a Vico

Nel 1927 in seguito all'autorizzazione delle FS a proseguire fino a Napoli sulla propria linea vennero acquisite 4 automotrici MAN/OMS.

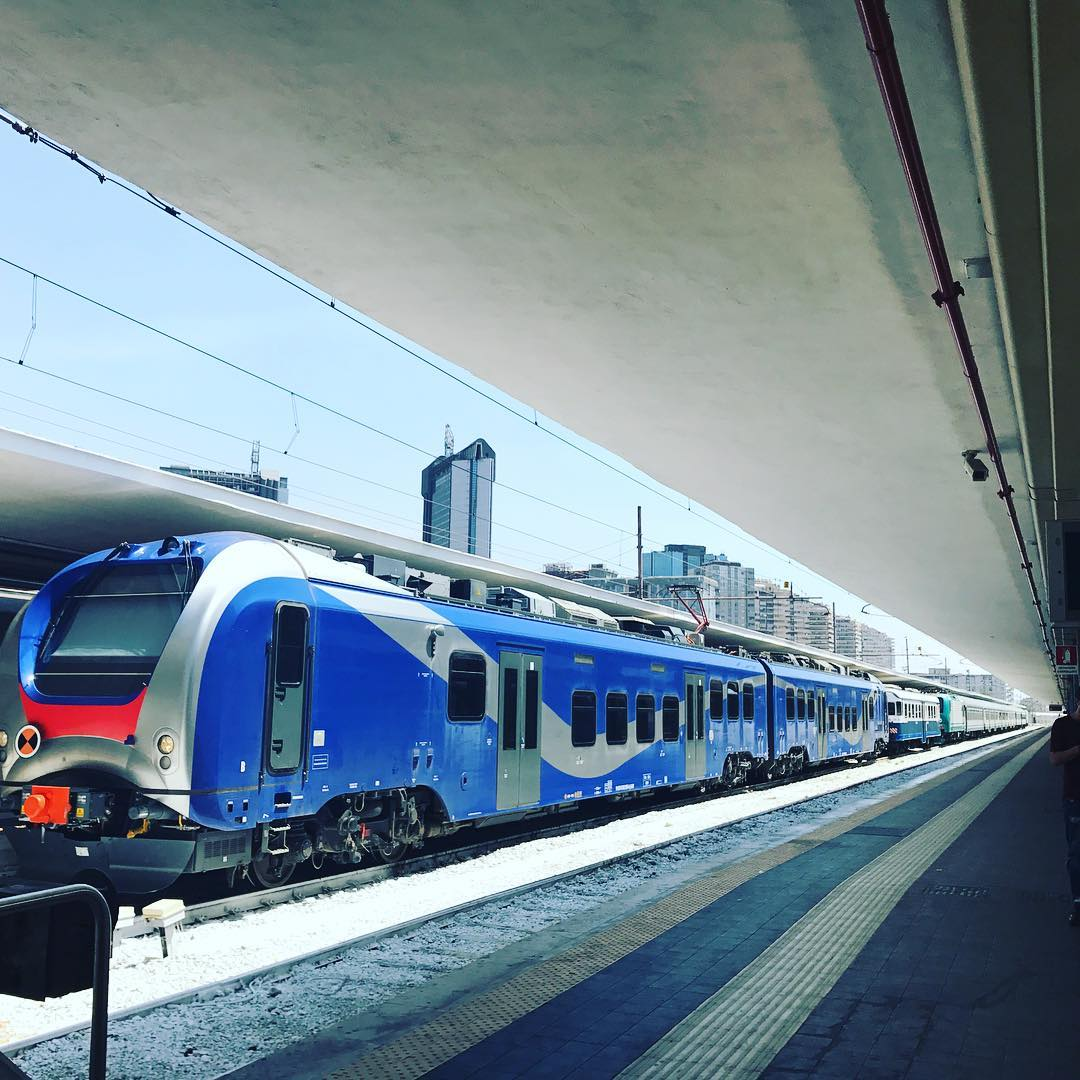
Alfa 2 in sosta a Napoli Centrale

Dopo la riapertura del 1947 vennero acquisite delle vecchie Breda ALn 56 e rimotorizzate con motori bellici di recupero. Vennero inoltre trasformati due autobus Isotta-Fraschini D.80 con carrozzeria SCALL da 50 posti per l'uso su rotaie (peraltro temporalmente limitato). Nel corso dello stesso anno fu acquisita dalle FSE - in cambio dei relitti delle automotrici MAN - un'ulteriore vaporiera, denominata "Valenzano".
Con gli anni cinquanta e l'elettrificazione si acquistarono 4 elettromotrici Stanga-TIBB e una locomotiva da 720 kW. Nel 1966 vennero acquisite dalla SIFT di Piacenza le quattro elettromotrici Macd 51 ÷ 54, provenienti dalla dismessa ferrovia Piacenza–Bettola, e due locomotive elettriche. In seguito vennero acquisiti dalla SEPSA tre complessi binati derivanti da elettromotrici della cessata Ferrovia Pisa-Tirrenia-Livorno e noleggiate dalle FS alcune E.624. Nel marzo 1982 entrò in servizio l'elettromotrice E.507 di costruzione Stanga-TIBB e tre anni dopo il parco rotabili venne significativamente ammodernato con l'immissione in esercizio di tre elettrotreni Firema E126, cui si aggiunsero altre due unità identiche alla fine degli anni '80.
Nel 2012 entrò in servizio un ulteriore convoglio Firema E 126 acquistato dalle Ferrovie Emilia Romagna. Nel 2017 è entrato in servizio il primo dei 9 treni TFA Alfa 2, immatricolato ETR.243.
Al 2021 il parco rotabili della ferrovia Benevento-Cancello risulta così composto:
- 4 Firema E 126. Costruiti da Firema negli anni 1980. Alimentazione a 3.000 volt e corrente continua.
- 9 TFA Alfa 2. Consegnati da Titagarh Firema Adler tra il 2017 e il 2019. Alimentazione a 3.000 volt e corrente continua.

## Percorso
| Continuation backward |

| Unknown route-map component "CONTgq" | Unknown route-map component "ABZg+lr" | Unknown route-map component "CONTfq" |

| Station on track |

| Unknown route-map component "CONTgq" | Unknown route-map component "ABZgr" |  |

| Unknown route-map component "hKRZWae" |

| Station on track |

| Unknown route-map component "hKRZWae" |

| Stop on track |

| Enter and exit short tunnel |

| Unknown route-map component "eHST" |

| Small non-passenger station on track |

| Unknown route-map component "eHST" |

| Station on track |

| Enter and exit short tunnel |

| Station on track |

| Station on track |

| Stop on track |

| Station on track |

| Enter and exit short tunnel |

| Enter and exit short tunnel |

| Unknown route-map component "eHST" |

| Station on track |

| Station on track |

| Unknown route-map component "dvCONTgq" | Unknown route-map component "SPLeq" | Unknown route-map component "ABZg+r" |  | Unknown route-map component "d" |

| Station on track |

| Unknown route-map component "d" |  | Unknown route-map component "ABZgl" | Unknown route-map component "eSPLaq" | Unknown route-map component "edvCONTfq" |

| Continuation forward |

## Traffico
Nel 2013 la ferrovia Benevento-Cancello ha trasportato 678.300 passeggeri, in calo rispetto agli 847.500 viaggiatori trasportati nel 2012.